# Margarita Ucelay
Margarita Ucelay Maortua (Madrid, 5 de mayo de 1916 -7 de julio de 2014) fue una filóloga española, exiliada al término de la Guerra Civil, especializada en la obra de Federico García Lorca, de quien editó algunas de sus obras ya en los años de la transición.

## Biografía
Sus padres fueron Pura Maortua, perteneciente a la burguesía vasca, y el abogado y bibliófilo Enrique Ucelay Sanz. Su madre, apasionada del teatro, fue amiga y colaboradora de Federico García Lorca, con el que puso en escena algunas obras con el grupo de teatro Anfístora, nombre que le dio el propio Lorca. Su hermana mayor, Matilde Ucelay, fue la primera arquitecta española en obtener el título. Tuvo además otras dos hermanas, Luz, mayor que ella, y Carmen, la menor de la familia.
Ucelay estudió bachillerato en el Instituto Escuela (1933) y más tarde, de 1933 a 1936, estudió Derecho en la Universidad Central.
En Anfistora, Ucelay conoció a Ernesto Guerra da Cal (anteriormente se llamaba Ernesto Pérez Guerra), afiliado al PCE, capitán del Ejército Popular de la República, que tuvo una importante actividad durante la guerra civil. El 31 de octubre de 1936 contrajeron matrimonio en Valencia, junto a otras parejas de milicianos. Vivieron en Valencia y Barcelona, hasta que en 1938 Guerra de la Cal viajó a Estados Unidos a fin de estrechar relaciones entre el gobierno de Estados Unidos y el gobierno republicano. Ucelay permaneció en Barcelona junto a su hermana Luz y la hija recién nacida de esta, hasta febrero de 1939, en que marcharon al exilio hacia Francia, no sin múltiples vicisitudes. Debido a sus ideas políticas, sufrió el rechazo de su tía Asunción Maortua, que residía en San Juan de Luz. Pudo conseguir documentación para viajar a Estados Unidos en el transatlántico Queen Mary, pero durante el viaje Franklin D. Roosevelt reconoció el gobierno de Franco por lo que su documentación ya no tuvo validez y a su llegada fue internada en la isla Ellis.
Le consiguieron un visado estudiantil para entrar en Estados Unidos, pero previamente tuvo que pasar por Cuba. Ya en Nueva York, el hispanista Federico de Onís, de la Universidad de Columbia, ayudó a Ucelay y a su marido. Gracias a la Cruz Roja Internacional, Ucelay pudo presentar su expediente académico de la Universidad Central, y por sus altas calificaciones, fue admitida en la Universidad de Columbia. Inició, entonces, una carrera profesional dedicada a la enseñanza y la investigación de la obra de Lorca.
El matrimonio siguió una vida académica paralela, Guerra de la Cal como lusista, especializándose en Eça de Queiroz. En 1944, consiguieron la nacionalidad estadounidense. En 1948, nació su hijo, el historiador Enric Ucelay-Da Cal. En 1965 Ucelay y Guerra de la Cal se divorciaron. En 1968 consolidó su vida universitaria al obtener la cátedra. Al igual que Guerra de la Cal, estuvo muy vinculada a la Hispanic Society.
Volvió a España en 1982 y publicó parte de la obra inédita de Lorca, Amor de don Perlimplín con Belisa en su jardín (1990), y Así que pasen cinco años, (1995). Murió el 7 de julio de 2014.

## Trayectoria profesional
Una vez aceptada en la Universidad de Columbia, en el otoño de 1939, Ucelay comenzó a dar clases de castellano en el Vassar College de Poughkeepsie. En 1941, bajo la dirección de Onís, recibió su Master en Arts. En el curso 1942-1943, gracias a una sustitución, pasó como lectora a dar clases de español en el Hunter College; a la par, compaginó la realización de su tesis doctoral, dirigida por Ángel del Río, también en la Universidad de Columbia. Su tesis versó sobre los tipos curiosos en la literatura de Mesonero Romanos, publicada más tarde en forma de libro: Los españoles vistos por sí mismos, publicada por el Colegio de México como Estudio de un género costumbrista.
Pese a la buena acogida de su tesis, prefirió dedicarse a la inmersión lingüística que se practicaba en el Barnard College, donde se hicieron además las primeras representaciones en castellano en la ciudad de Nueva York. En esta tarea, participaron Ucelay, Amelia del Río y Laura de los Ríos. En 1953 pusieron en escena La casa de Bernarda Alba. En 1955, junto a su marido, Guerra de la Cal, publicaron Literatura española del siglo XX.
En 1968, Ucelay obtuvo la cátedra de Literatura Hispánica y dirigió el departamento entre 1961 y 1965 y más tarde entre 1967 y 1981. Tras su jubilación, en 1981, fue todavía un curso más profesora emérita.
Publicó varios artículos en la Hispanic Review y en 1982 volvió a España, a Madrid, a seguir estudiando la obra inédita de García Lorca. De su madre, conservaba dos manuscritos mecanografiados de la época de Anfistora, Amor de Don Perlimplín con Belisa en su jardín, y Así que pasen cinco años. Antes de su partida, donó los manuscrito a la Hispanic Society, pero fueron la base para las ediciones definitivas de esas dos obras lorquianas.
Igualmente, participó en distintas fundaciones lorquianas y publicó en el Boletín de la Fundación García Lorca.

## Obra[2][3]
- Los españoles pintados por sí mismos (1843-1844): estudio de un género costumbrista, tesis doctoral. Ciudad de México, El Colegio de México, [1951]: part 1 i part 2.
- Visión de España. Nueva York, Holt, Rinehart and Wiston, 1968. En colaboración con Amelia Agostini del Río.
- «Corte y teatro de Falimund» en El Criticón», en Hispanic Review, 1981, 2, 1981, pp. 143-161.
- «"Escenas" y "tipos"» en Iris. M. Zavala: Historia crítica de la literatura española. Tomo V. Romanticismo y realismo. Barcelona, Crítica, 1984.
- «Federico García Lorca y el club teatral Anfistora: el dramaturgo como director», en AA. VV. Lecciones sobre Federico García Lorca, edición de Andrés Soria Olmedo. Granada, Comisión Nacional del Cincuentenario, 1986.
- «De las aleluyas de Don Perlimplín a la obra de Federico García Lorca», en AA. VV. Federico García Lorca. Saggi critici nel cinquantenario della morte, edición de Gabriele Morelli. Fassano, Eschena Editore, 1988..
- «El teatro juvenil de Federico García Lorca», en Boletín de la Fundación Federico García Lorca, 1996, vol. 10, núm. 19-20, pp. 157-174.

## Reconocimientos
En 1982, se le otorgó el Emily Gregory Award for Excellence in Teaching. Existe también el Ucelay Spanish Recitation Prize.